# Élections régionales de 1980 en Rhénanie-du-Nord-Westphalie
Les élections régionales de 1980 en Rhénanie-du-Nord-Westphalie (en allemand : Landtagswahl in Nordrhein-Westfalen 1980) se tiennent le 11 mai 1980, afin d'élire les 201 députés de la 9e législature du Landtag pour un mandat de cinq ans.
Le scrutin est marqué par la victoire du SPD, qui remporte la majorité absolue des sièges, la première dans le Land depuis 1958. Le ministre-président Johannes Rau, au pouvoir depuis 1978, est alors investi pour un deuxième mandat.

## Contexte
Aux élections régionales du 4 mai 1975, la CDU d'Heinrich Köppler, qui siège dans l'opposition depuis 1966, conserve son statut de premier parti du Land. Elle obtient 47,1 % des voix, soit 95 députés sur 100.
Deuxième, le SPD du ministre-président Heinz Kühn est en recul, réunissant 45,1 % des suffrages exprimés, ce qui lui permet de faire élire 91 parlementaires. Le FDP du ministre de l'Économie Horst-Ludwig Riemer constitue la troisième et dernière force politique du Landtag, après avoir rassemblé 6,7 % des voix et 14 sièges.
Kühn assure son maintien au pouvoir en reformant la « coalition sociale-libérale » qui associe le SPD et le FDP. Il annonce sa démission en 1978, officiellement pour raisons de santé. Il cède sa place le 20 septembre à son ministre de la Science Johannes Rau, qui occupe depuis un an la présidence régionale du Parti social-démocrate.
En 1979, les circonscriptions sont redécoupés et le Landtag en crée une 151e, passant le total des députés à 201. Au cours de cette même année, des querelles internes au Parti libéral-démocrate conduisent à la démission de Riemer du cabinet. Il est remplacé par Liselotte Funcke comme ministre de l'Économie et président régional du parti, et par Burkhard Hirsch en tant que vice-ministre-président.
Chef de file de la CDU pour la troisième fois, Köppler meurt soudainement le 20 avril 1980, à seulement trois semaines des élections. Kurt Biedenkopf, ancien secrétaire général fédéral de l'Union chrétienne-démocrate, est désigné en urgence pour prendre sa succession.

## Mode de scrutin
Le Landtag est constitué de 201 députés (en allemand : Mitglied des Landtags, MdL), élus pour une législature de cinq ans au suffrage universel direct et suivant le scrutin proportionnel de Hare.
Chaque électeur dispose d'une voix, qui compte double : elle lui permet de voter pour un candidat de sa circonscription, selon les modalités du scrutin uninominal majoritaire à un tour, le Land comptant un total de 151 circonscriptions ; elle est alors automatiquement attribuée au parti politique dont ce candidat est le représentant.
Lors du dépouillement, l'intégralité des 201 sièges est répartie en fonction des voix attribuées aux partis, à condition qu'un parti ait remporté 5 % des voix au niveau du Land. Si un parti a remporté des mandats au scrutin uninominal, ses sièges sont d'abord pourvus par ceux-ci.
Dans le cas où un parti obtient plus de mandats au scrutin uninominal que la proportionnelle ne lui en attribue, la taille du Landtag est augmentée jusqu'à rétablir la proportionnalité.

## Campagne

### Principales forces
| Parti | Parti                                                                              | Chef de file                              | Résultats de 1975          |
| ----- | ---------------------------------------------------------------------------------- | ----------------------------------------- | -------------------------- |
|       | Union chrétienne-démocrate d'Allemagne Christlich Demokratische Union Deutschlands | Kurt Biedenkopf                           | 47,1 % des voix 95 députés |
|       | Parti social-démocrate d'Allemagne Sozialdemokratische Partei Deutschlands         | Johannes Rau (Ministre-président)         | 45,1 % des voix 91 députés |
|       | Parti libéral-démocrate Freie Demokratische Partei                                 | Liselotte Funcke (Ministre de l'Économie) | 6,7 % des voix 14 députés  |

## Résultats

### Voix et sièges
| Parti                             | Parti                                        | Voix       | Voix  | Sièges | Sièges        | Sièges | Sièges | Sièges        |
| Parti                             | Parti                                        | Votes      | %     | MU1    | +/-           | Liste  | Total  | +/-           |
| --------------------------------- | -------------------------------------------- | ---------- | ----- | ------ | ------------- | ------ | ------ | ------------- |
|                                   | Parti social-démocrate d'Allemagne (SPD)     | 4 756 103  | 48,44 | 94     | 20            | 12     | 106    | 15            |
|                                   | Union chrétienne-démocrate d'Allemagne (CDU) | 4 240 885  | 43,19 | 57     | 19            | 38     | 95     | en stagnation |
|                                   | Parti libéral-démocrate (FDP)                | 489 225    | 4,98  | 0      | en stagnation | 0      | 0      | 14            |
|                                   | Les Verts (Grünen)                           | 291 379    | 2,97  | 0      | Nv.           | 0      | 0      | Nv.           |
|                                   | Parti communiste allemand (DKP)              | 30 441     | 0,31  | 0      | en stagnation | 0      | 0      | en stagnation |
|                                   | Autres                                       | 10 485     | 0,11  | 0      | en stagnation | 0      | 0      | en stagnation |
|                                   |                                              |            |       |        |               |        |        |               |
| Votes valides                     | Votes valides                                | 9 818 518  | 99,43 |        |               |        |        |               |
| Votes blancs et nuls              | Votes blancs et nuls                         | 55 909     | 0,57  |        |               |        |        |               |
| Total                             | Total                                        | 9 874 427  | 100   | 151    | 1             | 50     | 201    | 1             |
| Abstentions                       | Abstentions                                  | 2 467 855  | 20,00 |        |               |        |        |               |
| Nombre d'inscrits / participation | Nombre d'inscrits / participation            | 12 342 282 | 80,00 |        |               |        |        |               |